# Adolf av Nassau (tysk kung)
Adolf av Nassau, död 2 juli 1298, var hertig av Nassau och vald kung av Tyskland 1292–1298. Han råkade 1298 i konflikt med de tyska kurfurstarna, som samma år förklarade honom avsatt. Han stupade samma år vid Göllheim i strid mot sin företrädares son Albrekt av Österrike, som redan före kurfurstarna börjat ett uppror mot honom.

## Biografi
Adolf av Nassau var son till Walram II av Nassau och Adelheid av Katzenelnbogen. Hans bror Diether av Nassau blev sedermera ärkebiskop av Trier. 1277 blev han hertig av Nassau. Runt 1280 kom han i konflikt med huset Eppstein. Gottfried III av Eppstein erövrade borgen Sonneberg av Adolf, som i sin tur erövrade borgarna Idstein och Eppstein, och tvingade honom till fred där Gottfried fick överlämna staden Wiesbaden till Adolf. 
När Rudolf I dog den 15 juli 1291 fanns inom kurfurstekollegiet ingen enda förespråkare för att hans efterlevande äldste son Albrekt skulle få ärva tronen. Istället föreslogs Adolf av Nassau. Han var vid denna tid omkring 40 år gammal, hade han fått en omsorgsfull uppfostran, behärskade latin och franska och hade rykte om sig att vara tapper och oförskräckt. Då Adolf förklarade sig redo att gå med på även de mest vittgående krav som ärkebiskop Siegfried satte som pris för sin röst, så gick ärkebiskopen i god för att få över sina medväljare på Adolfs sida. Detta lyckades så väl att Adolf redan den 5 maj 1292 valdes till kung med samtliga kurfurstars röster. Hertig Albrekt tvingades finna sig i det hela, och Adolf blev allmänt erkänd i riket.
Men då den nye kungen försökte undandra sig inflytandet av kurfurstarna, som han hade att tacka för sin plats på tronen, samt träda i förbindelse med de mindre riksmedlemmarna, sina tidigare ståndsbröder liksom med riksstäderna, och då han dessutom slog in på en dynastisk politik, började grundvalarna till hans kungamakt snart att vackla. Hans familjepolitik var visserligen redan från början misslyckad. Sedan den wettinske markgreven Fredrik Tuto, innehavare av Meissen och Osterland, år 1291 avlidit utan arvingar, drog Adolf nämligen in dennes land såsom lediga förläningar, trots att landgrevarna av Thüringen såsom närmaste stamförvanter enligt tidens åskådning haft rätt att göra anspråk på arvet. Än mer tog man anstöt av Adolfs ingripande i Thüringen, där han begagnade sig av striden mellan lantgreven Albrekt och dennes söner Fredrik och Diezmann för att köpa till sig arvföljden av fadern. Men då den gamle lantgreven sedermera ångrade den handel han inlåtit sig på och åter närmade sig sina söner, drog Adolf dit med en styrka och intog landet under fruktansvärda härjningar.
När Adolf på detta sätt företog sig att grunda ett eget herredöme i dessa trakter kom han dock i konflikt med de mäktigaste furstarnas, Wenzels av Böhmen och ärkebiskopens av Mainz, intressen. Dessa två såg ogärna att ny makt fattade fast fot inom deras inflytelsesfär. Betänkligare var det emellertid att kungen vid sina dynastiska strävanden ställde rikets intressen i bakgrunden. Då krig utbröt mellan England och Frankrike tog Adolf subsidier av England och förklarade som sin avsikt att söka återvinna de av rikets domäner, besittningar och rättigheter och den territoriella domsrätt som Frankrike ryckt till sig. Men han hade inte hunnit längre än till Elsass då han vände om och förde sina styrkor, som han värvat för engelska pengar, till Thüringen för att använda dem för sina egna ändamål.
Under tiden hade hertig Albrekt av Österrike övervunnit de svårigheter han haft att kämpa med under de första åren efter Rudolfs död. Då han aldrig gett upp hoppet om kungakronan ingav Adolfs utvidgningspolitik honom bekymmer. Han anknöt förbindelser med kung Filip av Frankrike, försonade sig med sin svåger kungen av Böhmen och kom själv 1297 till Prag för att bevista kung Wenzels högtidliga kröning. Dit hade bland många furstliga personer även kurfurstarna av Brandenburg, Sachsen, Mainz och Kulm infunnit sig, och det var antagligen här som planen till en resning mot den romerske kungen först framlades. Fastare former fick den på en fursteförsamling hos hertig Albrekt själv i Wien i februari 1298. I kraft av sin påstådda rätt att i trängande nöd begära råd av rikets stormän kallade då ärkebiskopen av Mainz, Gerhard von Eppenstein, till ett möte den 1 maj i Frankfurt, rikets valstad. Efter att ha uppmärksammats på den hotande faran skyndade även kung Adolf dit och lade sig med sina styrkor i vägen för sina fiender, men han förmådde likväl inte hindra dessa att den 15 juli sammanträda i Mainz. Av kurfurstarna saknades Trier och Pfalz, som båda stod på Adolfs sida. Detta hindrade dock inte de fem övriga att avsätta Adolf från tronen med hänvisning till ett stort antal överträdelser och förbrytelser mot riket som han uppgavs ha gjort sig skyldig till. Därefter valdes hertig Albrekt under något tumultartade former till kung den 23 juni 1298.
Bara drygt en vecka senare var Adolf inte mer i livet. I sin iver att straffa Albrekt erbjöd han honom drabbning, dock med otillräckliga stridskrafter och utan att invänta förstärkningar från de städer som stod på hans sida. Slaget ägde rum den 1 juli vid Hasenbühel, söder om Göllheim. Adolf dödades i stridsvimlet vid sitt försök att slå sig igenom till Albrekt.